# Церква Святих Бориса і Гліба (Переяслав)
Церква Святих Бориса і Гліба — храм, який був збудований у 1839-1840 роках у колишньому хуторі Бабачиха під Переяславом, замість старого храму зруйнованого половцями, збудованого ще Володимиром Мономахом, на місці вбитого у 1015 році князя Бориса. Церква цегляна, тинькована, хрещата, склепінчаста, тринавова з прямокутними в плані пастофоріями. Увінчана напівсферичним куполом на високому циліндричному барабані. Із заходу над притвором збудована висока двоярусна дзвіниця, верхній ярус якої — відкриті на чотири боки портики тосканського ордеру. Дзвіниця завершена шпилем. Форми споруди суворі і лаконічні.
Споруда являє собою приклад пізнього класицизму з рисами провінційної архітектури.

## Галерея

Поховання XIX ст. на кладовищі поруч з церквою